# Igor Tselovalnikov
Ihor Vasylovych Tselovalnykov (2 de janeiro de 1944 — 1 de março de 1986) foi um ciclista soviético natural de Armênia. Ele conquistou a medalha de ouro competindo pela União Soviética nos Jogos Olímpicos de Verão de 1972, em Munique.